# Irina Kuzmina-Rimša
Irina Kuzmina-Rimša (* 16. Januar 1986 in Riga, Sowjetunion, als Irina Kuzmina) ist eine ehemalige lettische Tennisspielerin.

## Karriere
Kuzmina-Rimša, die am liebsten auf Sandplätzen spielte, begann im Alter von neun Jahren mit dem Tennis.
Sie gewann während ihrer Karriere zwei Einzel- und acht Doppeltitel des ITF Women’s Circuits.
Außerdem spielte zwischen 2003 und 2011 für die lettische Fed-Cup-Mannschaft, wo sie bei 32 Matches 19-mal siegreich war.
2010 gehörte sie zum Kader des Clubs an der Alster, der in der 2. Tennis-Bundesliga spielte. In der Abschlusstabelle belegte der Club den letzten Platz und stieg ab.

## Turniersiege

### Einzel
| Nr. | Datum     | Turnier | Kategorie   | Belag | Finalgegnerin  | Ergebnis         |
| --- | --------- | ------- | ----------- | ----- | -------------- | ---------------- |
| 1.  | Mai 2006  | Olecko  | ITF $10.000 | Sand  | Olga Brózda    | 6:4, 6:4         |
| 2.  | Juni 2007 | Oslo    | ITF $10.000 | Sand  | Eva-Maria Hoch | 6:4, 3:0 Aufgabe |

### Doppel
| Nr. | Datum          | Turnier   | Kategorie   | Belag             | Partnerin            | Finalgegnerinnen                       | Ergebnis         |
| --- | -------------- | --------- | ----------- | ----------------- | -------------------- | -------------------------------------- | ---------------- |
| 1.  | September 2004 | Tiflis    | ITF $10.000 | Sand              | Kristina Movsesyan   | Sofia Melikishvili Swetlana Mossjakowa | 3:6, 6:3, 6:3    |
| 2.  | Mai 2006       | Warschau  | ITF $10.000 | Sand              | Oksana Uzhylovska    | Justine Ozga Urszula Radwańska         | 6:0, 6:1         |
| 3.  | Juni 2007      | Olecko    | ITF $10.000 | Sand              | Yuliya Hnateyko      | Volha Duko Aleksandra Malyarchikova    | 6:1, 6:1         |
| 4.  | Januar 2008    | Grenoble  | ITF $10.000 | Hartplatz (Halle) | Wassilissa Dawydowoi | Barbora Krtičková Lucie Šípková        | 6:0, 7:5         |
| 5.  | Juli 2008      | Rom       | ITF $25.000 | Sand              | Oksana Ljubzowa      | Iryna Burjatschok Patricia Mayr        | 6:4, 4:6, [10:7] |
| 6.  | Februar 2009   | Belfort   | ITF $25.000 | Teppich (Halle)   | Oksana Ljubzowa      | Youlia Fedossova Virginie Pichet       | 6:3, 3:6, [10:5] |
| 7.  | Juni 2009      | Rotterdam | ITF $10.000 | Sand              | Jewgenija Paschkowa  | Alenka Hubacek Kairangi Vano           | 7:6, 7:6         |
| 8.  | Juli 2010      | Tampere   | ITF $10.000 | Sand              | Diāna Marcinkēviča   | Amandine Hesse Monika Tůmová           | 6:4, 6:2         |